# Jamie-Lynn Sigler
Jamie-Lynn Sigler, född 15 maj 1981 i Jericho i New York, är en amerikansk skådespelare. Hon är mest känd för sin roll som Meadow Soprano i TV-serien Sopranos.
Sigler var mellan 2003 och 2005 gift med sin agent A.J. DiScala och hette under denna tid Jamie-Lynn DiScala. Sedan skilsmässan har hon återtagit sitt flicknamn. Sedan 2016 är hon gift med Cutter Dykstra.

## Filmografi i urval
- 1999–2007 – Sopranos (TV-serie)
- 2004 – Call Me: The Rise and Fall of Heidi Fleiss
- 2005 – Temptation Island
- 2006 – Dark Ride
- 2008–2009 – Entourage (TV-serie)
- 2009 – Ugly Betty (TV-serie)
- 2012–2013 – Guys With Kids (TV-serie)
- 2012 – I Do